# Niccolò di Segna di Buonaventura

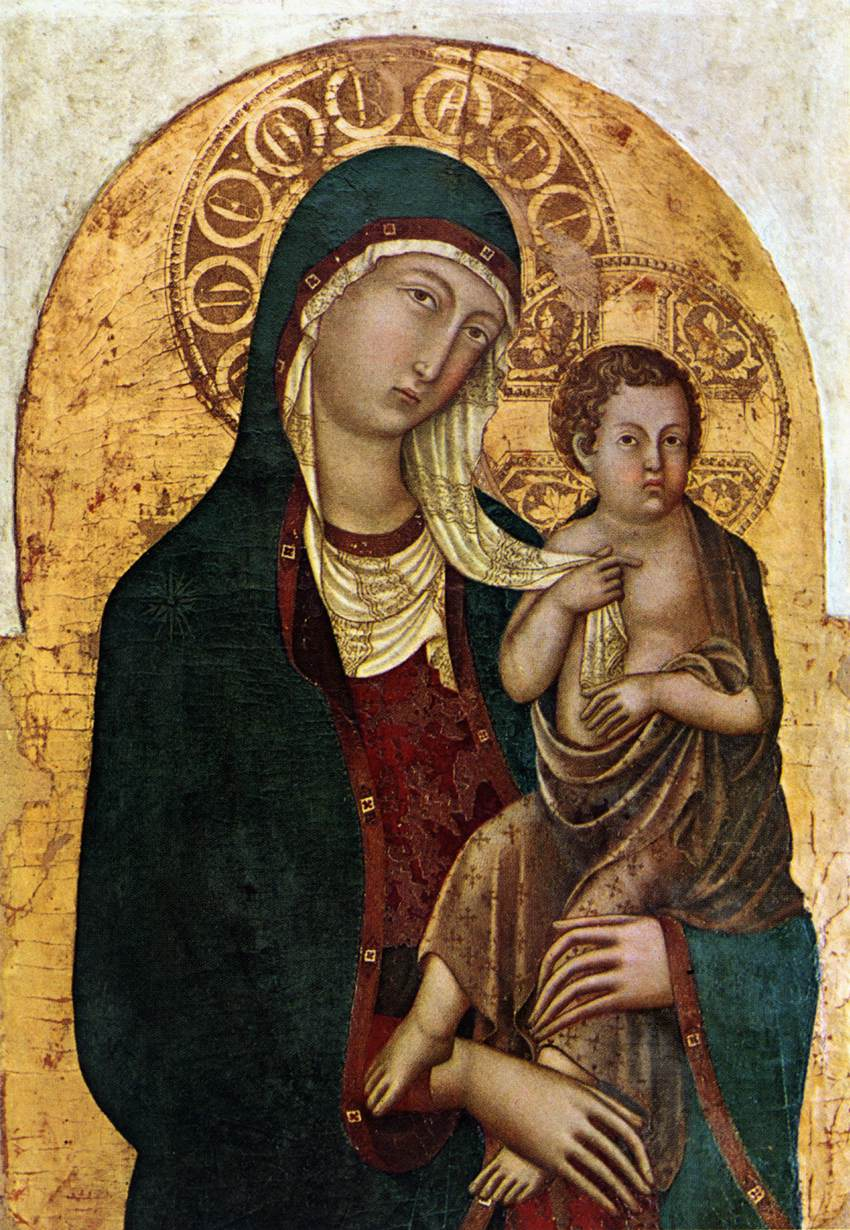
Madonna mit Kind. Diözesanmuseum, Cortona

Niccolò di Segna di Buonaventura (nach 1348 verstorben) war ein italienischer Maler aus Siena. Seine Tätigkeit ist ab dem Jahr 1331 dokumentiert.

## Leben
Sein Vater war Segna di Bonaventura, auch sein Bruder Francesco di Segna di Bonaventura wurde Maler. Beeinflusst von Duccio di Buoninsegna und Simone Martini, war er ein Vertreter der Schule von Siena. Er arbeitete mit Pietro Lorenzetti an den Fresken in der Basilica di San Clemente in Santa Maria dei Servi in Siena zusammen und malte auch andere Werke. Weitere Arbeiten von ihm sind in der Pinacoteca Nazionale in Siena zu finden, darunter die Madonna della Misericordia, Madonna mit Kind, der Erzengel Michael und andere. In der Kathedrale von Sansepolcro gibt es das Auferstehungs-Polyptychon, das sich am Hochaltar befindet. Außerdem sind Werke von ihm im Diözesanmuseum von Cortona sowie in anderen Sammlungen in Italien und im Ausland zu sehen.